# Прапор Яготина

Прапор Яготина — геральдичний символ міста Яготин Яготинського району Київської області (Україна), затверджений 17 серпня 2017 року сесією міської ради.

## Опис
Прямокутне полотнище (співвідношення 3:4) вертикальним клином ділиться на синю та малинову частину. Малинова площина обтяжена білим лицарським хрестом.